# Regina Gerlecka
Regina Gerlecka (ur. 2 marca 1913 w osadzie Niesiekówka, zm. 12 marca 1983 w Lublinie) – polska szachistka, pierwsza mistrzyni Polski w szachach, badacz literatury polskiej. Nauczycielka tajnego nauczania podczas okupacji niemieckiej w czasie II wojny światowej.

## Życiorys

### Kariera szachowa
Była jedną z czołowych polskich szachistek w 30. XX wieku. W 1935 i 1937 roku dwukrotnie zdobyła tytuły mistrzyni Polski w szachach. Również dwa razy zwyciężała w mistrzostwach Warszawy kobiet (w 1935 samodzielnie, natomiast w 1939 – wspólnie z Różą Herman).
Największy sukces w karierze odniosła w 1935 r., zajmując z wynikiem 6½ pkt (z 9 partii) II miejsce (za Verą Menchik) w rozgrywanym podczas szachowej olimpiady w Warszawie turnieju o mistrzostwo świata kobiet. W lwowskim miesięczniku "Szachista" napisano wówczas o niej:

Zaszczytne drugie miejsce zajęła bardzo utalentowana mistrzyni Polski i Warszawy p. Regina Gerlecka, broniąc godnie honoru polskich szachistek. Wicemistrzostwo świata jest wspaniałym sukcesem i należy jeszcze dużo się spodziewać po młodziutkiej p. Gerleckiej, która dziś już należy do małej garstki najlepszych szachistek świata.

Po raz drugi reprezentowała Polskę na turnieju o mistrzostwo świata w 1937 r. w Sztokholmie, jednak nie udało się jej powtórzyć sukcesu z turnieju warszawskiego (ostatecznie podzieliła 10-16. miejsce z rezultatem 7 pkt z 14 partii).
Uczestniczyła w bardzo dobrze obsadzonym turnieju kobiecym w Semmering w 1936 r., zajmując dzielone V-VII miejsce z rezultatem 6 pkt z 11 partii (zwyciężyła Sonja Graf).
Po wojnie próbowała powrócić do czynnego życia szachowego, jednak bez sukcesów. Wystąpiła w pierwszym powojennym finale mistrzostw Polski kobiet w Łodzi w 1949 r., zdobywając co prawda brązowy medal, ale w turnieju, który był bardzo słabo obsadzony (wystartowały zaledwie 3 zawodniczki). Po tych zawodach definitywnie wycofała się z szachów.

### Kariera zawodowa
W 1932 ukończyła gimnazjum w Inowrocławiu, w latach 1932-1936 studiowała polonistykę na Uniwersytecie Warszawskim, uzyskała tytuł magistra na podstawie pracy Rok 1905 w literaturze polskiej, napisaną na seminarium Józefa Ujejskiego. W 1934 opublikowała tom wierszy Człowiek sentymentalny. W latach 1937–1939 pracowała jako nauczycielka w warszawskich gimnazjach im. Królowej Jadwigi i im. Anny Wazówny. 
Pod koniec 1939 roku, wspólnie z koleżanką ze studiów, Agrypiną Nowicką zaczęły prowadzić tajne komplety z zakresu gimnazjum. Następnie od 1 października 1940 do 1 stycznia 1942 r. uczyła w Prywatnej Szkole Powszechnej Tobolcewa przy ul. Puławskiej.
Po II wojnie światowej pracowała początkowo jako nauczycielka na Śląsku, od 1949 do 1952 pracowała w kuratorium oświaty w Łodzi. W 1952 została zatrudniona jako zastępca profesora na Uniwersytecie Łódzkim, była autorem skryptu Zarys historii literatury radzieckiej. Dla studentów 3. roku filologii polskiej i neofilologii z wyjątkiem filologii rosyjskiej. (1953), od 1954 kierowała tam Zakładem Literatury Polskiej XX w., należała do zwolenników radzieckiego stylu w badaniach naukowych. Po 1956 była za to krytykowana, podobnie jak za brak odpowiedniego formalnego wykształcenia (miała tylko magisterium) i nominację z przyczyn politycznych. W 1958 przeniosła się na Uniwersytet Marii Curie-Skłodowskiej w Lublinie, początkowo pracowała jako zastępca profesora, następnie jako starszy wykładowca, w 1958 obroniła pracę kandydacką Wczesna twórczość Władysława Orkana 1897-1902. W 1969 mianowana docentem, od 1973 kierowała Zakładem Literatury Polskiej Realizmu i Pozytywizmu Instytutu Filologii Polskiej UMCS. 